# آب‌انبار باغ گلابدان
آب‌انبار باغ گلابدان مربوط به دوره پهلوی است و در تفت، خیابان شهدا واقع شده و این اثر در تاریخ ۱۱ مرداد ۱۳۸۴ با شمارهٔ ثبت ۱۲۳۴۵ به‌عنوان یکی از آثار ملی ایران به ثبت رسیده است.